# 東城未来
東城 未来（とうぎ みくる、3月10日 - ）は、日本の女性声優。東京都出身。シグマ・セブン所属。
以前はDoaプロダクションに所属していた。

## 出演

### テレビアニメ
- 東京マグニチュード8.0（2009年[3]）
- 永久少年 Eternal Boys（2022年、母親[4]、女性客[5]、お客[6]）
- AYAKA -あやか-（2023年、養護教諭[7]）
- リンカイ!（2024年、伊東湯子[7]）
- ヴァンパイア男子寮（2024年、母親[8]）
- アラフォー男の異世界通販（2025年、道具屋の婆さん[4]）

### ゲーム
- ファンタテニス（2006年、シュア）
- ハッピーダンスコレクション（2008年、クレア）

### 吹き替え

#### 海外ドラマ
- グルメ探偵ネロ・ウルフ 第2シーズン（2006年、WOWOW）

#### アニメ
- ファイヤーバディ（2023年、ディズニージュニア）

### ドラマCD
- ドラマCD 蜜×蜜ドロップスII（2005年）
- 主のおおせのままに 接吻禁断症状中 オリジナルドラマアルバム（2006年）
- アイツの大本命  シリーズ
  - アイツの大本命 ドラマCD※MAGAZINE BE×BOY 2012年6月号の付録
  - アイツの大本命4（2012年）
- ドラマCD ヒマなのでハジメテみます。（2013年）

### デジタルコミック
- Beeマンガ
  - アロマチック・ビターズ（2010年、英〈はな〉）
  - ユニコ（2010年、マーシュカ）
  - サプリ（2010年、柚木曜子）
  - ドラゴン桜（2010年、宮村沙知子）
  - アゴなしゲンとオレ物語（2010年、月形）
  - ビー・バップ・ハイスクール（2011年、三原山順子）

### ラジオCM
- カメラのキタムラ
- テイルズ オブ ザ ワールド レディアントマイソロジー オリジナルサウンドトラック

### ナレーション
- スーパーフライデー 『超壮絶!鬼嫁vs鬼姑!この世に鬼は実在した全日本悪女グランプリ』（2005年12月2日）
- マイクロソフト（VP）
- オラクルコーポレーション
- 神様のパズル映画予告
- カルピス・絵本の旅
- カネボウ化粧品（VP）
- ノエビアexceｌ「シャイニーシリーズ」
- 味の素 店頭用
- 健康食品リベロ「ラフィーネα」
- Zipper(祥伝社)かんたん髪アレンジDVD

### ボイスオーバー
- 日経スペシャル ガイアの夜明け
- ザ!世界仰天ニュース
- 超大型歴史アカデミー１００人の偉人 天才編～ニッポン人が好きな１００人の天才～（2007年1月5日）

### Web
- NTT「ひかりカエサル」（アニメーション）
- マイクロソフト